# Wu Daozi
Wu Daozi (Sinogramme simplifié : 吴道子, sinogrammes traditionnels : 吳道子, pinyin : Wú Dàozǐ, EFEO : Wou Taotseu, transcription anglaise : Wu Tao-tzu) (680-740), également connu sous le nom de Wu Daoyuan 吳道元, était un artiste chinois actif sous la dynastie Tang. Il a pris le nom taoïste de Daoxuan 道玄 (pinyin: Dàoxuán), "Mystère du Tao", l’histoire de la peinture l’appelle respectueusement "Wusheng" 吴生 (pinyin: Wú shēng), "Maître Wu".

## La légende de Wu Daozi
Wu Daozi aurait été chargé par l'empereur Xuan Zong de réaliser une peinture murale dans son palais. La peinture représentait une riche vallée, abritant une faune et une flore variées.
Wu Daozi avait également peint une porte au flanc d'une montagne. La légende rapporte qu'ayant claqué des mains, il ouvrit cette porte et entra, invitant l'empereur à le suivre. Mais la porte se referma et Wu Daozi disparut à tout jamais.
Ce récit a inspiré une des Nouvelles orientales de Marguerite Yourcenar, Comment Wang-Fô fut sauvé, ainsi que l'ouvrage de Sven Lindqvist, Myten om Wu Tao-tzu (1967). Yourcenar le tirait de Herbert A. Giles, qui le tenait lui-même d'Anderson. On trouve la légende dans l'histoire japonaise illustrée de la peinture chinoise de Morikuni, et sa source chinoise, Le miroir des immortels, est incluse dans le canon taoïste.

## Littérature
- Christian Garcin, Wu Daozi, De brume et de lait, dans L'Encre et la Couleur, collection "L'un et l'autre", Gallimard, 1997, pp. 49-54,  (ISBN 2-07-074952-5)

## Voir aussi

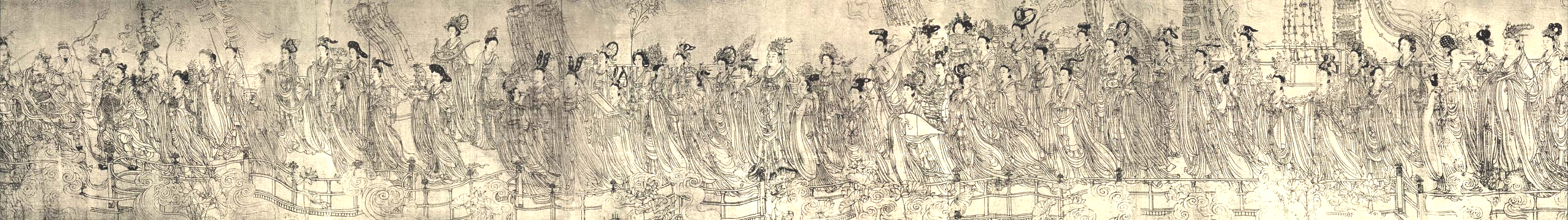
87 personnes divines